# 精耕细作
精耕细作，或簡稱精耕，指农业上采取较多人力，勤于管理，精细耕作的农业种植方式。东亚是世界上典型的精耕细作农业区，与北美粗放農業有所不同。

## 腳註
1. ↑  . www.cnki.com.cn.   [2023-03-01]. （原始内容存档于2023-03-01）.